# Iliamna bakeri
Iliamna bakeri là một loài thực vật có hoa trong họ Cẩm quỳ. Loài này được (Jeps.) Wiggins mô tả khoa học đầu tiên năm 1936.